# Polinices peselephanti
Polinices peselephanti is een slakkensoort uit de familie van de Naticidae. De wetenschappelijke naam van de soort is voor het eerst geldig gepubliceerd in 1807 door Link.